# Saison 2016 des Athletics d'Oakland
La saison 2016 des Athletics d'Oakland est la 116e saison en Ligue majeure de baseball pour cette franchise et la 49e depuis leur transfert de la ville de Kansas City vers Oakland.

## Contexte
La saison 2015 est à oublier pour les Athletics, qui connaissent leur première saison perdante depuis 2011 et ne jouent pas en éliminatoires après trois qualifications en trois ans. Encaissant 20 défaites de plus qu'en 2014, Oakland est la pire équipe de le la Ligue américaine en 2015 avec 68 victoires et 94 revers et offre son plus mauvais bilan depuis 1997,.

## Calendrier pré-saison
L'entraînement de printemps 2016 des Athletics se déroule du 3 mars au 2 avril.

## Saison régulière
La saison régulière de 162 matchs des Athletics débute le 4 avril par la visite à Oakland des White Sox de Chicago et se termine le 2 octobre suivant. 

### Classement
| Ligue américaine division Ouest | V  | D  | %    | Diff. | Diff. (séries) |
| ------------------------------- | -- | -- | ---- | ----- | -------------- |
| Rangers du Texas                | 95 | 67 | ,586 | -     | -              |
| Mariners de Seattle             | 86 | 76 | ,531 | 9     | 3              |
| Astros de Houston               | 84 | 78 | ,519 | 11    | 5              |
| Angels de Los Angeles           | 74 | 88 | ,457 | 21    | 15             |
| Athletics d'Oakland             | 69 | 93 | ,426 | 26    | 20             |

## Affiliations en ligues mineures
| Niveau            | Équipe                   | Ligue                         |
| ----------------- | ------------------------ | ----------------------------- |
| AAA               | Sounds de Nashville      | Ligue de la côte du Pacifique |
| AA                | RockHounds de Midland    | Texas League                  |
| A-Advanced        | Ports de Stockton        | California League             |
| A                 | Snappers de Beloit       | Midwest League                |
| A (saison courte) | Lake Monsters du Vermont | New York - Penn League        |
| Ligue des recrues | Arizona League Athletics | Arizona League                |
| Ligue des recrues | DSL Athletics            | Dominican Summer League       |